# Высшее командование
«Высшее командование» (англ. The High Command) — британский драматический фильм, снятый Торольдом Дикинсоном в 1937 году. Главные роли исполнили Лайонел Этуилл, Джеймс Мэйсон и Люси Мангейм. Экранизация романа Льюиса Робинсона — «Генерал заходит слишком далеко».
Снят студией Ealing Studios в Золотом Береге. Арт-директором проекта стал Холмс Пол, создавший декорации для фильма.

## Сюжет
Английский офицер, убивший человека в Ирландии, дослужился спустя несколько лет после происшествия до генерал-майора, находясь в Западной Африке. Там неожиданно вскрывается его прошлое, после чего он решает покончить с собой, чтобы не навлечь позор на свою дочь.

## В ролях
- Лайонел Этуилл — генерал-майор Джон Сангье
- Люси Мангейм — Диана Клоам
- Стивен Герей — Мартин Клоам
- Джеймс Мэйсон — капитан Хеверелл
- Лесли Перринс — майор Карсон
- Аллан Джиес — губернатор
- Майкл Ламбарт — Лорн
- Кэтлин Гибсон — Белинда
- Том Гилл — Даунт
- Уолли Патч — Кроуфорд
- Генри Чарльз Хьюитт — адвокат
- Эван Томас — судья
- Скелтон Кнаггс — Фазерак

## Критика
В газете The Sunday Times вышел обзор на фильм: «Выдуманность и медлительность делают его прекрасным снотворным в знойную погоду». Несмотря на резкую критику в адрес картины, писатель Грэм Грин высказал мнение, что режиссура Торольда Дикинсона сделала фильм лучше, чем он мог бы быть при иных обстоятельствах. Он также отметил, что производственной компании Fanfare удалось с ограниченным бюджетом снять хорошие и запоминающиеся сцены, «особенно сцену кульминации, когда об убийстве генералом узнают люди». Грин отметил, что его шокировала статья The Sunday Times «в свете хорошей продюсерской работы и малого бюджета».